# Yordy Reyna
José Yordy Reyna Serna (* 17. September 1993 in Chiclayo) ist ein peruanischer Fußballspieler. Er wird im Sturm und im Mittelfeld eingesetzt.

## Leben
Reyna wurde in der nordperuanischen Stadt Chiclayo geboren. Dort lebte er mit seiner Mutter und seinen beiden älteren Brüdern. Sein Vater starb, als er acht Jahre alt war. Über die Schule und mit Hilfe einiger Lehrer kam er mit 14 Jahren zum Profiverein Alianza Lima.

## Karriere

### Verein
2011 schaffte Reyna den Sprung zur Profimannschaft des Vereins, für die er in der Saison 2010/11 seine ersten zwei Spiele absolvierte. In der darauffolgenden Saison erzielte er am 18. Mai 2012 sein erstes Tor gegen die Sport Boys. Insgesamt absolvierte er 29 Spiele und schoss dabei sechs Tore in der Saison 2011/12. Außerdem wurde er 2012 zur besten Neuentdeckung der Saison gewählt. In der nächsten Saison erzielte er bis zur Sommerpause in 18 Spielen sechs Tore und bereitete vier weitere vor.
Im Juni 2013 wechselte Reyna zum FC Red Bull Salzburg nach Österreich. Dort unterschrieb er einen Vertrag bis 2017. Seine erste Saison verbrachte er hauptsächlich als Ersatzspieler, wobei er auf insgesamt vier Saisonspiele für seine Mannschaft kam. Nebenbei agierte er als Kooperationsspieler für den FC Liefering.
Zur Saison 2014/15 wurde Reyna an den österreichischen Bundesligakonkurrenten SV Grödig verliehen. Dort konnte er sich gut in die Mannschaft integrieren und wurde zum Stammspieler. Bis zur Winterpause erzielte er in 19 Spielen elf Tore und bereitete sechs weitere Treffer vor.
Aufgrund seiner Leistungen beim SV Grödig wurde er an den deutschen Zweitligisten RB Leipzig bis Juni 2015 verliehen. In Leipzig sollte Reyna die Mannschaft beim Aufstieg in die Bundesliga unterstützen. Dieses Ziel wurde jedoch verfehlt und so kehrte er nach dieser Saison wieder zum FC Red Bull Salzburg zurück.
Im Januar 2017 wechselte Reyna nach Kanada zu den Vancouver Whitecaps, für die er bis September 2020 spielte. Anschließend wechselte er ligaintern zu D.C. United, wo er einen Vertrag bis 2024 erhielt.

### Nationalmannschaft
2013 spielte Reyna mit der peruanischen U-20-Nationalmannschaft bei der U-20-Südamerikameisterschaft in Argentinien und erzielte fünf Tore.
Am 22. März 2013 gab er sein Debüt für die A-Auswahl gegen Chile. Vier Tage später schoss er sein erstes Tor gegen Trinidad und Tobago.
2015 erreichte er mit seiner Nationalmannschaft bei der Copa América den 3. Platz. Unter anderem wurden dabei Teams wie Uruguay oder Paraguay aus dem Bewerb verdrängt.
Reyna wurde zudem in der Qualifikation für die Fußballweltmeisterschaft 2018 in Russland, in der Peru Platz 5 erreichte und sich über die internationalen Play-offs qualifizieren konnte, eingesetzt, blieb allerdings in fünf Einsätzen torlos. Für den Kader der WM-Endrunde wurde Reyna schließlich nicht nominiert.

## Erfolge
- Österreichischer Meister: 2014, 2016
- Österreichischer Cupsieger: 2014, 2016
- Dritter der Copa América: 2015